# Ronde van Alberta 2014
De 2e editie van de Ronde van Alberta vindt in 2014 plaats van 2 tot en met 7 september. De start was in Calgary, de finish in Edmonton. De ronde maakte deel uit van de UCI America Tour 2014, in de categorie 2.1. Vorig jaar won de Australiër Rohan Dennis. Deze editie werd gewonnen door de Zuid-Afrikaan Daryl Impey.

## Deelnemende ploegen
| WorldTour       | ProContinentaal  | Continentaal           | Nationaal |
| --------------- | ---------------- | ---------------------- | --------- |
| Belkin          | Unitedhealthcare | Garneau-Québecor       | Canada    |
| Cannondale      |                  | Silber                 |           |
| Garmin Sharp    |                  | 5-Hour Energy          |           |
| Giant-Shimano   |                  | Bissell DT             |           |
| Orica-GreenEdge |                  | Hincapie Sportswear DT |           |
|                 |                  | Jelly Belly            |           |
|                 |                  | Optum                  |           |
|                 |                  | SmartStop              |           |

## Etappe-overzicht
| etappe  | datum       | start      | finish            | type       | afstand  | winnaar         | klassementsleider |
| ------- | ----------- | ---------- | ----------------- | ---------- | -------- | --------------- | ----------------- |
| Proloog | 2 september | Calgary    | Calgary           | Proloog    | 4 km     | Tom Dumoulin    | Tom Dumoulin      |
| 1e      | 3 september | Lethbridge | Lethbridge        | Heuvelrit  | 143 km   | Ruben Zepuntke  | Tom Dumoulin      |
| 2e      | 4 september | Innisfail  | Red Deer          | Vlakke rit | 145,3 km | Jonas Ahlstrand | Tom Dumoulin      |
| 3e      | 5 september | Wetaskiwin | Edmonton          | Vlakke rit | 157,9 km | Sep Vanmarcke   | Tom Dumoulin      |
| 4e      | 6 september | Edmonton   | Strathcona County | Vlakke rit | 163,5 km | Theo Bos        | Tom Dumoulin      |
| 5e      | 7 september | Edmonton   | Edmonton          | Heuvelrit  | 124,1 km | Daryl Impey     | Daryl Impey       |

## Etappe-uitslagen

### Proloog
| Calgary - Calgary (4 km (ITT)) |                      |                        |       |
| Plaats                         | Naam                 | Ploeg                  | Tijd  |
| Winnaar                        | Tom Dumoulin         | Giant-Shimano          | 5'59" |
| 2                              | Serghei Tvetcov      | Jelly Belly            | + 14" |
| 3                              | Tom Danielson        | Garmin Sharp           | + 17" |
| 4                              | Davide Villella      | Cannondale             | + 18" |
| 5                              | Daniel Summerhill    | Unitedhealthcare       | z.t.  |
| 6                              | Phillip Gaimon       | Garmin Sharp           | + 19" |
| 7                              | Joey Rosskopf        | Hincapie Sportswear DT | + 22" |
| 8                              | Zachary Bell         | SmartStop              | z.t.  |
| 9                              | Christian Meier      | Orica-GreenEdge        | + 23" |
| 10                             | Ryan Roth            | Silber                 | z.t.  |
|                                |                      |                        |       |
| 59                             | Nathan Van Hooydonck | Bissell DT             | + 44" |

### 1e etappe
| Lethbridge - Lethbridge (143 km) |                      |                        |          |
| Plaats                           | Naam                 | Ploeg                  | Tijd     |
| Winnaar                          | Ruben Zepuntke       | Bissell DT             | 3u18'10" |
| 2                                | Ramūnas Navardauskas | Garmin Sharp           | z.t.     |
| 3                                | Ryan Anderson        | Optum                  | z.t.     |
| 4                                | Dion Smith           | Hincapie Sportswear DT | z.t.     |
| 5                                | Benjamin King        | Garmin Sharp           | z.t.     |
| 6                                | Daniel Summerhill    | Unitedhealthcare       | z.t.     |
| 7                                | Ty Magner            | Hincapie Sportswear DT | z.t.     |
| 8                                | Fabian Wegmann       | Garmin Sharp           | z.t.     |
| 9                                | James Oram           | Bissell DT             | z.t.     |
| 10                               | Sep Vanmarcke        | Belkin                 | z.t.     |
|                                  |                      |                        |          |
| 13                               | Tom Dumoulin         | Giant-Shimano          | z.t.     |

| Algemeen klassement |                   |                        |          |
| Plaats              | Naam              | Ploeg                  | Tijd     |
| Gele trui           | Tom Dumoulin      | Giant-Shimano          | 3u24'09" |
| 2                   | Ruben Zepuntke    | Bissell DT             | + 13"    |
| 3                   | Serghei Tvetcov   | Jelly Belly            | + 14"    |
| 4                   | Tom Danielson     | Garmin Sharp           | + 17"    |
| 5                   | Davide Villella   | Cannondale             | + 18"    |
| 6                   | Daniel Summerhill | Unitedhealthcare       | z.t.     |
| 7                   | Ryan Anderson     | Optum                  | + 19"    |
| 8                   | Joey Rosskopf     | Hincapie Sportswear DT | + 22"    |
| 9                   | Christian Meier   | Orica-GreenEdge        | + 23"    |
| 10                  | Daryl Impey       | Orica-GreenEdge        | z.t.     |
|                     |                   |                        |          |
| 34                  | Sep Vanmarcke     | Belkin                 | + 51"    |

### 2e etappe
| Innisfail - Red Deer (145,3 km) |                      |                  |          |
| Plaats                          | Naam                 | Ploeg            | Tijd     |
| Winnaar                         | Jonas Ahlstrand      | Giant-Shimano    | 3u02'14" |
| 2                               | Theo Bos             | Belkin           | z.t.     |
| 3                               | Ruben Zepuntke       | Bissell DT       | z.t.     |
| 4                               | Eric Young           | Optum            | z.t.     |
| 5                               | Matej Mohorič        | Cannondale       | z.t.     |
| 6                               | Ramūnas Navardauskas | Garmin Sharp     | z.t.     |
| 7                               | Nicolai Brøchner     | Bissell DT       | z.t.     |
| 8                               | Serghei Tvetcov      | Jelly Belly      | z.t.     |
| 9                               | Nick van der Lijke   | Belkin           | z.t.     |
| 10                              | Daniel Summerhill    | Unitedhealthcare | z.t.     |
|                                 |                      |                  |          |
| 32                              | Sep Vanmarcke        | Belkin           | z.t.     |

| Algemeen klassement |                   |                        |          |
| Plaats              | Naam              | Ploeg                  | Tijd     |
| Gele trui           | Tom Dumoulin      | Giant-Shimano          | 6u26'23" |
| 2                   | Ruben Zepuntke    | Bissell DT             | + 9"     |
| 3                   | Serghei Tvetcov   | Jelly Belly            | + 14"    |
| 4                   | Tom Danielson     | Garmin Sharp           | + 17"    |
| 5                   | Ryan Anderson     | Optum                  | z.t.     |
| 6                   | Daryl Impey       | Orica-GreenEdge        | + 18"    |
| 7                   | Davide Villella   | Cannondale             | z.t.     |
| 8                   | Daniel Summerhill | Unitedhealthcare       | z.t.     |
| 9                   | Joey Rosskopf     | Hincapie Sportswear DT | + 22"    |
| 10                  | Christian Meier   | Orica-GreenEdge        | + 23"    |
|                     |                   |                        |          |
| 34                  | Sep Vanmarcke     | Belkin                 | + 51"    |

### 3e etappe
| Wetaskiwin - Edmonton (157,9 km) |                      |                  |          |
| Plaats                           | Naam                 | Ploeg            | Tijd     |
| Winnaar                          | Sep Vanmarcke        | Belkin           | 3u12'11" |
| 2                                | Ramūnas Navardauskas | Garmin Sharp     | z.t.     |
| 3                                | Leigh Howard         | Orica-GreenEdge  | z.t.     |
| 4                                | Aidis Kruopis        | Orica-GreenEdge  | + 11"    |
| 5                                | Steele Von Hoff      | Garmin Sharp     | z.t.     |
| 6                                | Daniel Summerhill    | Unitedhealthcare | z.t.     |
| 7                                | Serghei Tvetcov      | Jelly Belly      | z.t.     |
| 8                                | Ruben Zepuntke       | Bissell DT       | z.t.     |
| 9                                | Nick van der Lijke   | Belkin           | z.t.     |
| 10                               | Nicolai Brøchner     | Bissell DT       | z.t.     |

| Algemeen klassement |                      |                  |          |
| Plaats              | Naam                 | Ploeg            | Tijd     |
| Gele trui           | Tom Dumoulin         | Giant-Shimano    | 9u38'45" |
| 2                   | Ruben Zepuntke       | Bissell DT       | + 8"     |
| 3                   | Ramūnas Navardauskas | Garmin Sharp     | + 13"    |
| 4                   | Serghei Tvetcov      | Jelly Belly      | + 14"    |
| 5                   | Leigh Howard         | Orica-GreenEdge  | + 15"    |
| 6                   | Daryl Impey          | Orica-GreenEdge  | z.t.     |
| 7                   | Ryan Anderson        | Optum            | + 16"    |
| 8                   | Daniel Summerhill    | Unitedhealthcare | + 18"    |
| 9                   | James Oram           | Bissell DT       | + 23"    |
| 10                  | Pieter Weening       | Orica-GreenEdge  | + 26"    |
|                     |                      |                  |          |
| 11                  | Sep Vanmarcke        | Belkin           | + 30"    |

### 4e etappe
| Edmonton - Strathcona County (163,5 km) |                      |                        |          |
| Plaats                                  | Naam                 | Ploeg                  | Tijd     |
| Winnaar                                 | Theo Bos             | Belkin                 | 3u42'50" |
| 2                                       | Daryl Impey          | Orica-GreenEdge        | z.t.     |
| 3                                       | Jure Kocjan          | SmartStop              | z.t.     |
| 4                                       | Robert Sweeting      | 5-Hour Energy          | z.t.     |
| 5                                       | Robert Förster       | Unitedhealthcare       | z.t.     |
| 6                                       | Ramūnas Navardauskas | Garmin Sharp           | z.t.     |
| 7                                       | Steele Von Hoff      | Garmin Sharp           | z.t.     |
| 8                                       | Nicolai Brøchner     | Bissell DT             | z.t.     |
| 9                                       | Ty Magner            | Hincapie Sportswear DT | z.t.     |
| 10                                      | Benjamin King        | Garmin Sharp           | z.t.     |
|                                         |                      |                        |          |
| 17                                      | Sep Vanmarcke        | Belkin                 | z.t.     |

| Algemeen klassement |                      |                  |           |
| Plaats              | Naam                 | Ploeg            | Tijd      |
| Gele trui           | Tom Dumoulin         | Giant-Shimano    | 13u21'35" |
| 2                   | Ruben Zepuntke       | Bissell DT       | + 8"      |
| 3                   | Daryl Impey          | Orica-GreenEdge  | + 9"      |
| 4                   | Ramūnas Navardauskas | Garmin Sharp     | + 13"     |
| 5                   | Serghei Tvetcov      | Jelly Belly      | + 14"     |
| 6                   | Leigh Howard         | Orica-GreenEdge  | + 15"     |
| 7                   | Ryan Anderson        | Optum            | + 16"     |
| 8                   | Daniel Summerhill    | Unitedhealthcare | + 18"     |
| 9                   | James Oram           | Bissell DT       | + 23"     |
| 10                  | Pieter Weening       | Orica-GreenEdge  | + 26"     |
|                     |                      |                  |           |
| 11                  | Sep Vanmarcke        | Belkin           | + 30"     |

### 5e etappe
| Edmonton - Edmonton (124,1 km) |                      |                        |          |
| Plaats                         | Naam                 | Ploeg                  | Tijd     |
| Winnaar                        | Daryl Impey          | Orica-GreenEdge        | 2u46'22" |
| 2                              | Ryan Anderson        | Optum                  | z.t.     |
| 3                              | Ramūnas Navardauskas | Garmin Sharp           | z.t.     |
| 4                              | Sep Vanmarcke        | Belkin                 | z.t.     |
| 5                              | Kiel Reijnen         | Unitedhealthcare       | z.t.     |
| 6                              | Nick van der Lijke   | Belkin                 | z.t.     |
| 7                              | Serghei Tvetcov      | Jelly Belly            | z.t.     |
| 8                              | Daniel Summerhill    | Unitedhealthcare       | z.t.     |
| 9                              | Dion Smith           | Hincapie Sportswear DT | z.t.     |
| 10                             | Leigh Howard         | Orica-GreenEdge        | z.t.     |

## Eindklassementen
| Plaats    | Naam                 | Ploeg                  | Tijd      |
| --------- | -------------------- | ---------------------- | --------- |
| Gele trui | Daryl Impey          | Orica-GreenEdge        | 16u07'56" |
| 2         | Tom Dumoulin         | Giant-Shimano          | + 1"      |
| 3         | Ruben Zepuntke       | Bissell DT             | + 9"      |
| 4         | Ramūnas Navardauskas | Garmin Sharp           | + 10"     |
| 5         | Ryan Anderson        | Optum                  | + 11"     |
| 6         | Serghei Tvetcov      | Jelly Belly            | + 15"     |
| 7         | Leigh Howard         | Orica-GreenEdge        | + 16"     |
| 8         | Daniel Summerhill    | Unitedhealthcare       | + 19"     |
| 9         | Sep Vanmarcke        | Belkin                 | + 31"     |
| 10        | James Oram           | Bissell DT             | z.t.      |
| 11        | Simon Geschke        | Giant-Shimano          | + 36"     |
| 12        | Kiel Reijnen         | Unitedhealthcare       | + 40"     |
| 13        | Fabian Wegmann       | Garmin Sharp           | + 45"     |
| 14        | Daniel Eaton         | Bissell DT             | + 47"     |
| 15        | Nick van der Lijke   | Belkin                 | + 49"     |
| 16        | Dion Smith           | Hincapie Sportswear DT | z.t.      |
| 17        | Davide Formolo       | Cannondale             | + 53"     |
| 18        | Pieter Weening       | Orica-GreenEdge        | + 1'00"   |
| 19        | Simon Yates          | Orica-GreenEdge        | z.t.      |
| 20        | Toms Skujiņš         | Hincapie Sportswear DT | + 1'06"   |

| Plaats      | Naam                 | Ploeg           | Punten |
| ----------- | -------------------- | --------------- | ------ |
| Groene trui | Ramūnas Navardauskas | Garmin Sharp    | 47     |
| 2           | Daryl Impey          | Orica-GreenEdge | 40     |
| 3           | Ruben Zepuntke       | Bissell DT      | 29     |
|             |                      |                 |        |
| 4           | Theo Bos             | Belkin          | 27     |
| 6           | Sep Vanmarcke        | Belkin          | 23     |

| Plaats        | Naam              | Ploeg                  | Punten |
| ------------- | ----------------- | ---------------------- | ------ |
| Bolletjestrui | Simon Yates       | Orica-GreenEdge        | 58     |
| 2             | Robin Carpenter   | Hincapie Sportswear DT | 42     |
| 3             | Mathew Hayman     | Orica-GreenEdge        | 22     |
|               |                   |                        |        |
| 5             | Steven Kruijswijk | Belkin                 | 15     |

| Plaats     | Naam           | Ploeg         | Tijd      |
| ---------- | -------------- | ------------- | --------- |
| Witte trui | Tom Dumoulin   | Giant-Shimano | 16u07'57" |
| 2          | Ruben Zepuntke | Bissell DT    | + 8"      |
| 3          | James Oram     | Bissell DT    | + 30"     |

| Plaats    | Naam          | Ploeg         | Tijd      |
| --------- | ------------- | ------------- | --------- |
| Rode trui | Ryan Anderson | Optum         | 16u08'07" |
| 2         | Hugo Houle    | Canada        | + 1'26"   |
| 3         | Michael Woods | 5-Hour Energy | + 1'42"   |

| Plaats | Ploeg           | Tijd      |
| ------ | --------------- | --------- |
|        | Garmin Sharp    | 48u24'42" |
| 2      | Orica-GreenEdge | + 10"     |
| 3      | Bissell DT      | + 48"     |
|        |                 |           |
| 4      | Belkin          | z.t.      |

## Klassementenverloop
| Etappe       | Winnaar         | Algemeen klassement · | Puntenklassement ·   | Bergklassement · | Jongerenklassement · | Beste Canadees · | Ploegenklassement · |
| ------------ | --------------- | --------------------- | -------------------- | ---------------- | -------------------- | ---------------- | ------------------- |
| P            | Tom Dumoulin    | Tom Dumoulin          | niet uitgereikt      | niet uitgereikt  | Tom Dumoulin         | Zachary Bell     | Giant-Shimano       |
| 1            | Ruben Zepuntke  | Tom Dumoulin          | Ruben Zepuntke       | Robin Carpenter  | Tom Dumoulin         | Ryan Anderson    | Garmin Sharp        |
| 2            | Jonas Ahlstrand | Tom Dumoulin          | Ruben Zepuntke       | Simon Yates      | Tom Dumoulin         | Ryan Anderson    | Garmin Sharp        |
| 3            | Sep Vanmarcke   | Tom Dumoulin          | Ramūnas Navardauskas | Simon Yates      | Tom Dumoulin         | Ryan Anderson    | Garmin Sharp        |
| 4            | Theo Bos        | Tom Dumoulin          | Ramūnas Navardauskas | Simon Yates      | Tom Dumoulin         | Ryan Anderson    | Garmin Sharp        |
| 5            | Daryl Impey     | Daryl Impey           | Ramūnas Navardauskas | Simon Yates      | Tom Dumoulin         | Ryan Anderson    | Garmin Sharp        |
| 0Eindstanden | 0Eindstanden    | Daryl Impey           | Ramūnas Navardauskas | Simon Yates      | Tom Dumoulin         | Ryan Anderson    | Garmin Sharp        |

## UCI America Tour
In deze Ronde van Alberta waren punten te verdienen voor de ranking in de UCI America Tour 2014. Enkel renners die uitkwamen voor een (pro-)continentale ploeg, maakten aanspraak om punten te verdienen.
| Positie                      | 1e | 2e | 3e | 4e | 5e | 6e | 7e | 8e | 9e | 10e | 11e | 12e |
| Eindklassement               | 80 | 56 | 32 | 24 | 20 | 16 | 12 | 8  | 7  | 6   | 5   | 3   |
| Per etappe                   | 16 | 11 | 6  | 5  | 4  | 2  |    |    |    |     |     |     |
| Drager leiderstrui (per dag) | 8  |    |    |    |    |    |    |    |    |     |     |     |

| #  | Renner            | Ploeg                  | Punten |
| -- | ----------------- | ---------------------- | ------ |
| 1  | Ruben Zepuntke    | Bissell DT             | 54     |
| 2  | Ryan Anderson     | Optum                  | 37     |
| 3  | Serghei Tvetcov   | Jelly Belly            | 27     |
| 4  | Daniel Summerhill | Unitedhealthcare       | 16     |
| 5  | Kiel Reijnen      | Unitedhealthcare       | 7      |
| 6  | Jure Kocjan       | SmartStop              | 6      |
| 6  | James Oram        | Bissell DT             | 6      |
| 8  | Dion Smith        | Hincapie Sportswear DT | 5      |
| 8  | Eric Young        | Optum                  | 5      |
| 8  | Robert Sweeting   | 5-Hour Energy          | 5      |
| 11 | Robert Förster    | Unitedhealthcare       | 4      |

 Ronde van San Luis ·
 Ronde van Californië ·
 Philadelphia Cycling Classic ·
 Ronde van Utah ·
 USA Pro Challenge ·
 Ronde van Alberta